# Epsilon Lupi
Pour les articles homonymes, voir Epsilon (homonymie).
Désignations
Espilon Lupi (ε Lup / ε Lup) est une étoile multiple de 3e magnitude de la constellation du Loup. Elle est située à environ 510 années-lumière de la Terre. Le système est membre du sous-groupe Haut-Centaure Loup de l'association Scorpion-Centaure, qui est l'association d'étoiles massives de types O et B la plus proche du Système solaire.
Le système d'Epsilon Lupi est constitué de trois étoiles. Il comprend d'abord une binaire spectroscopique à raies doubles, dont les deux étoiles tournent l'une autour de l'autre avec une orbite elliptique d'une période de 4,56 jours. La troisième étoile est un compagnon plus faible et plus lointain, localisé à une distance angulaire de une seconde d'arc, qui pourrait tourner autour de la paire centrale avec une période d'environ 64 ans.
Le système s'est vu attribuer divers types spectraux allant de B3IV à B2IV-V, correspondant à une étoile bleue-blanche sous-géante ou sur la séquence principale. Individuellement, les étoiles ont été classées comme étant de types B3IV, B3V et A5V.